# Anthony Jelonch
Anthony Jelonch (* 28. Juli 1996 in Vic-Fezensac, Département Gers) ist ein französischer Rugby-Union-Spieler. Er spielt auf der Position des Flügelstürmers für den Verein Stade Toulousain und die französische Nationalmannschaft. Zu seinen Erfolgen gehören je ein Meistertitel mit Castres Olympique und Stade Toulousain sowie ein Turniersieg bei Six Nations mit Frankreich (inkl. Grand Slam).

## Biografie

### Vereinskarriere
Jelonch begann beim Verein UA Vic-Fenzensac Rugby zu spielen und ging 2012 zu den Junioren des FC Auch. Zwei Jahre später wechselte er zu Castres Olympique. Nachdem er zwei Jahre lang für die Junioren dieses Vereins gespielt hatte, stieg er zu Beginn der Saison 2016/17 in die erste Mannschaft auf. Rasch konnte er sich als Stammspieler etablieren. In der Saison 2017/18 hatte er einen bedeutenden Anteil am Meistertitel von Castres Olympique und gehörte im Meisterschaftsfinale gegen Montpellier Hérault Rugby, das mit 29:13 gewonnen werden konnte, der Startformation an. In den folgenden Jahren rutschte sein Verein ins Mittelfeld ab und verpasste jeweils die Qualifikation für die K.-o.-Phase der Meisterschaft.
Nach sieben Jahren in Castres wechselte Jelonch vor Beginn der Saison 2020/21 zu Stade Toulousain. Er schloss sich insbesondere seinem Freund Antoine Dupont an, mit dem er bereits in Auch und Castres zusammengespielt hatte. In Toulouse musste er sich gegen starke Konkurrenz behaupten. Die erste Partie für seinen neuen Verein bestritt er am 12. September 2021 beim 41:10-Sieg gegen den RC Toulon. Verletzungsbedingt verpasste er die zweite Hälfte der Saison 2022/23, in der Stade Toulousain den Meistertitel errang.

### Nationalmannschaft
2014 gehörte Jelonch der französischen U18-Auswahl an, anschließend auch der U20-Auswahl, mit der er an der Juniorenweltmeisterschaft 2016 teilnahm. Im Juni 2017 erhielt er von Nationaltrainer Guy Novès erstmals ein Aufgebot für die französische Nationalmannschaft. Während den Begegnungen mit Südafrika im Rahmen der Mid-year Internationals 2017 kam er jedoch nicht zum Einsatz. Stattdessen schloss er sich dem Einladungsteam Barbarians français an, das zur selben Zeit ebenfalls in Südafrika weilte. Für dieses bestritt er zwei Partien gegen die südafrikanische Reserve-Nationalmannschaft. Sein erstes Test Match folgte schließlich am 11. November 2017 als Einwechselspieler bei der 18:38-Heimniederlage gegen Neuseeland.
Nachdem er eine Woche später auch gegen Südafrika eingewechselt worden war, wurde Jelonch drei Jahre lang nicht mehr in die Nationalmannschaft einberufen, wodurch er unter anderem die Weltmeisterschaft 2019 verpasste. Sein Comeback gab er im November 2020 mit zwei Einsätzen über die gesamte Spieldauer im Rahmen des Autumn Nations Cup, darunter im Finale gegen England, das mit 19:22 nach Verlängerung verloren ging. Im darauffolgenden Jahr nahm er am Six Nations 2021 teil, wobei er vier von fünf Partien bestritt und dazu beitrug, den zweiten Platz zu erreichen. Für die drei Test Matches gegen Australien während den Mid-year Internationals 2021 ernannte ihn Nationaltrainer Fabien Galthié zum Kapitän, da mehrere Stammspieler wegen der noch nicht beendeten Meisterschaft nicht zur Verfügung standen.
Im November 2021 war Jelonch am historischen 40:25-Sieg gegen Neuseeland beteiligt. Beim Six Nations 2022, das die Franzosen mit einem Grand Slam für sich entscheiden konnten, gehörte er in allen fünf Begegnungen der Startformation an; gegen Italien und Wales erzielte er je einen Versuch. Jelonch nahm auch am Six Nations 2023 teil, erlitt aber im Spiel gegen Schottland einen Kreuzbandriss im linken Knie und fiel daraufhin mehrere Monate aus. Lange Zeit schien es fraglich, ob er auf die Weltmeisterschaft 2023 hin rechtzeitig wieder gesund sein würde, doch dann berief ihn Galthié etwas überraschend in den Kader.

## Erfolge
Castres Olympique:
- Französischer Meistertitel (Top 14): 2018

Stade Toulousain:
- Französischer Meistertitel (Top 14): 2023, 2024, 2025
- European Rugby Champions Cup: 2024

Frankreich:
- Sieger Six Nations: 2022, 2025
- Grand Slam: 2022
- Finalist Autumn Nations Cup: 2021